# دون ولی پارک وی
دون ولی پارک وی (انگلیسی: Don Valley Parkway) یک بزرگراه شهری در تورنتو،  انتاریو، کانادا است که بزرگ‌راه گاردینر را در مرکز شهر تورنتو به بزرگ‌راه ۴۰۱ انتاریو متصل می‌کند.